# Soela (rivier)
De Soela (Oekraïens en Russisch: Сула) is een rivier in het noorden van Oekraïne. De Soela heeft een lengte van 363 km. De rivier ontspringt in de zuidwestelijke uitlopers van het Centraal-Russisch Plateau, ongeveer 30 km ten westen van de stad Soemy. Vanaf de bron stroomt de rivier in zuidwestelijke richting. In de oblast Poltava mondt de Soela uit in de Dnjepr, die daar wordt afgedamd en het Krementsjoek-stuwmeer vormt.
Een belangrijke zijrivier is de Oedaj; kleinere zijrivieren zijn de Orsjytsia, Sliporid, Romen en de Tern. De steden Romny, Lochvytsja, Zavodske en Loebny liggen aan de Soela. 
- Gemeinsame Normdatei: 4843265-9
- Virtual International Authority File: 315137061